# 1858年逝世人物列表
1858年逝世人物列表：1月 - 2月 - 3月 - 4月 - 5月 - 6月 - 7月 - 8月 - 9月 - 10月 - 11月 - 12月
下面是1858年逝世的知名人士列表。

## 1月

### 1月4日
- 阿米莉亞·格裡菲斯，英國生理學家

### 1月5日
- 约瑟夫·拉德茨基·冯·拉德茨，奧地利陸軍元帥

### 1月9日
- 安森·瓊斯，德克薩斯共和國第四任也是最後一任總統（自殺）

## 2月

### 2月21日
- 約翰·凱恩，美國政治家和法學家

### 2月23日
- 維森特·拉蒙·羅卡，厄瓜多第三任總統

## 3月

### 3月4日
- 美國海軍軍官馬修·卡爾佈雷思·佩里準將

### 3月13日
- 喬治·孔圖裡奧蒂斯，希臘總理

## 4月

### 4月7日
- 安东·迪亚贝利，奧地利作曲家

## 5月

### 5月11日
- 約瑟夫·根蘇爾，法國外科醫生

### 5月21日
- 何塞·德拉里瓦·阿圭羅，秘魯士兵和政治家，秘魯第一任總統和北秘魯第二任總統

## 6月

### 6月3日
- 朱利葉斯·魯布克，德國作曲家

### 6月18日
- 佔西的拉尼，佔西的印度女王和獨立活動家

### 6月28日
- 簡·馬塞特，英國科學作家[1]
- 奧古斯特·德·蒙費朗，法國建築師

## 8月

### 8月14日
- 德川家定，日本德川幕府第13代幕府將軍

### 8月31日
- 奧什科什酋長，梅諾米尼酋長

## 9月

### 9月9日
- 湯瑪斯·阿什頓·史密斯二世，英國政治家、板球運動員

### 9月17日
- 德雷德·斯科特，非裔美國奴隸

## 11月

### 11月3日
- 哈麗特·泰勒·穆勒，英國哲學家、女權宣導者

### 11月12日
- 列支敦斯登親王阿洛伊斯二世

### 11月15日
- 李续宾，中國軍事領導人

### 11月17日
- 罗伯特·欧文，英國社會改革家

### 11月24日
- 溫森蒂·克拉辛斯基，波蘭軍事領袖

## 12月

### 12月3日
- 約瑟夫·瑪麗·伊莉莎白·杜羅徹，法國地質學家

### 12月13日
- 卡爾·路德維希·菲力浦·澤赫，德國植物學家

### 12月17日
- 穆斯塔法·雷希德帕夏，奧斯曼帝國政治家